# Kollonich Lipót
Gróf kollegrádi Kollonich Lipót (Leopold Karl von Kollonitsch, Leopold Kolonič) (Komárom, 1631. október 26. – Bécs, 1707. január 20.) horvát–osztrák származású magyar gróf, 1685-től Győr püspöke, 1686-tól bíboros, 1691-től kalocsai, 1695-tól esztergomi érsek, 1692-től császári államminiszter, udvari kamarai elnök, a magyarországi ellenreformáció vezéralakja, az abszolutisztikus berendezkedés egyik legfőbb képviselője, az Einrichtungswerk című államszervezési reformjavaslat szerzője.

## Élete
A horvát származású gróf kollegrádi Kollonich család sarja, Kollonich Ernő ezredes, Komárom várparancsnoka és báró Kuffstein Erzsébet fia. Anyja rendkívül hitbuzgó volt; az ő kérésére telepítette le II. Ferdinánd a jezsuitákat Komáromban. 14 éves korában a Bécsi Egyetemre küldték, és az udvarnál a főherceg, a későbbi III. Ferdinánd király társaságában tartózkodott. 1650-ben a máltai lovagrendbe lépett, és 1651-ben a krétai Kandiánál vitézségével kitűnt a török elleni harcokban. Kétéves szolgálata leteltével hazatért: előbb Ausztriában, majd Csehországban képviselte a lovagrend érdekeit.
1659. január 18-án I. Lipót király kamarássá nevezte ki. 1666. szeptember 24-én pedig nyitrai püspökké tette. Mindez komoly kritikát váltott ki a korban, hiszen csak 1668. február 25-én szentelték fel misés pappá, tehát sem a teológiai képzettsége, sem ez egyházi renden belüli szerepe miatt nem volt alkalmas 1666-ban a fenti pozíció betöltésére.
1670-ben Bécsújhely püspöke lett. 1672-től 1681-ig a magyar királyi kamara elnöke volt. Az 1679-es ausztriai pestisjárvány alatt önfeláldozó működést fejtett ki. 1683-ban, amikor a török Bécset ostromolta, élelemmel megrakott társzekerekkel ment a keresztények segítségére, és ápolta a sebesült katonákat; az elfoglalt török táborból 500 keresztény gyermeket szedett össze, akik ellátásáról gondoskodott. 1685-ben győri püspök lett, 1686-ban bíborosi rangot kapott, 1691-ben ezek mellett kalocsai érsek, 1692-től államminiszter és a bécsi udvari kamara elnöke lett. 1695. július 14-én Széchényi György halála után esztergomi érsekké nevezték ki.
A római katolikus vallás terjesztése körül egész életében nagy buzgalmat fejtett ki. Erdélyben 20 000 románt térített át a görögkeleti (ortodox) egyházból a rómaiba; a jezsuitákat behozta Eperjesre és Pozsonyba; Nagyszombatban nyomdát, Magyarországon több helyen templomot, papnevelő-intézetet, iskolát, kórházat és szegényházat alapított. 1707. január 20-án Bécsben hunyt el. Kívánsága szerint az általa Pozsonyban alapított Szent Megváltó jezsuita templom kriptájában temették el.
Papi szereplése nem kevésbé erőszakos, 1673–1674 során tagja volt a Szelepcsényi György érsek vezette pozsonyi különleges bíróságnak (pozsonyi vértörvényszék), mely több száz protestáns lelkészt idézett be és ítélt el. Mint prímás is kérlelhetetlen volt a protestánsokkal szemben. Annál inkább rokonszenvezett a latin szertartáshoz csatlakozó magyarországi görög vallásúakkal, akik számára 1698-ban jogegyenlőséget eszközölt ki, s ennek védelmét a prímási hatóság alá helyezte.
Egyaránt nagy ellensége volt mind a magyar alkotmánynak (pontosabban az annak modernizálására tett javaslatoknak), mind a protestantizmusnak.

## Tervezete a Magyar Királyság berendezkedéséről
1688-ben önként vállalkozott Magyarország közigazgatásának átalakítására; közel 500 oldalas tervezetét (A Magyar Királyság berendezése – Einrichtungswerk des Königreichs Hungarn), melyen egy héttagú bizottság segítségével 15 hónapon át dolgozott, s 1690. november 15-én nyújtotta be a minisztériumnak. Célja az volt, hogy a magyar közigazgatás felépítése legyen lényegében azonos az osztrák örökös tartományokéval. A rendi intézmények helyett a szakértőkből álló, az udvarhoz hű hivatalokra akarta bízni az ügyintézést. A hagyományos magyar elnevezéseket igyekezett megtartani, ám mindent, ami állami és közgazdasági szempontból lényegesebb, el kívánt vonni. Az új szervezeti felépítést, az adó megszavazásán kívül, az országgyűlés mellőzésével akarta életbe léptetni. A terv benyújtásakor mind a törökökkel, mind a franciákkal szemben rosszul szolgált a hadi szerencse, ezért annak megvalósítását a minisztérium elhalasztotta, csupán a katonaság ellátása és az adóbehajtás körül éreztette önkényuralmát az országgal.
Kedvező idő volt az oktrojált rendszer behozatalára 1696, amikor befolyásosabb bizalmi férfiakat Bécsbe idéztek a terv elfogadása végett. Az új rendszer szószólója maga Kollonich volt. Előadása szerint őfelsége nagy kegyelmességére vall, hogy ezentúl éppen úgy akar bánni Magyarországgal, mint egyéb örökös tartományaival. Elvárja tehát, hogy Magyarország készséggel alkalmazkodjon az ő atyai szándékaihoz. Magyarország hagyományos törvénykönyvei elavultak, ennélfogva csak az tartandó meg belőlük, amit alkalmas egyének kiválogattak, hozzáadva azt, amit újonnan beleiktattak. 
A nemességnek a közteherviselés alól való kiváltsága minden józan és igazságos kormányzat elveivel ellenkezik: fogadják el tehát a rendek, hogy ezentúl egyharmadát ők fizetik annak az adónak, melyet őfelsége egyéb országai a szükséghez képest viselnek. A bizalmi férfiak gyűlése visszarettent ezektől a követelésektől. Amikor Széchényi Pál kalocsai érseket a király fogadta, előadta I.Lipót előtt, hogy a gyűlés nem illetékes az ország belügyi kormányzatának megállapítására. Törvényellenes ilyen fontosságú ügyekben az országon kívül, s általában nem országgyűlésen, határozatot hozni. Előterjesztésére a király megjegyezte, hogy maga is ezen a véleményen volt, de miniszterei az ellenkezőről biztosították. A további tanácskozásokon Széchényi kijelentette, hogy az adónak országgyűlésen kívüli megajánlását a magyar törvények a hűtlenségi esetek közé sorolják.
Kollonich ekkor tudtára adta Széchényinek, hogy majd talál az udvar módot arra, hogy a magyarok mindazt elvállalják, amit tőlük követel. Az adót törvénytelenül ki is vetette a minisztertanács 2 000 000 forint összegben. 1698. szeptember 10-én pedig a bizalmi férfiakon kívül a vármegyék és városok követeit is Bécsbe idézték. Kollonich és tanácsára a király különösen az ellen kelt ki, hogy a kiváltságosok minden közterhet csupán a népre akarnak hárítani. S az egybegyűltek ellenvetéseire nem hallgatva, félmillió forintnyi adónak egy év alatti befizetésére kötelezte őket. E rendszabály egyik legfőbb oka lett a II. Rákóczi Ferenc felkelésének.

## Megítélése
- Nagy irodalma van Kollonich azon kijelentésének, hogy „Magyarországot előbb rabbá teszem, aztán koldussá, végre katolikussá”. Azonban a fenti idézet eredetiségével kapcsolatban kérdőjelek merültek fel.
- Közhelyszámba megy, hogy 500 oldalas tervezete (Einrichtungswerk des Königreichs Ungarn) számottevően befolyásolta a Habsburg-kézen levő területek, illetve a töröktől visszafoglalt területek jövőbeli sorsát. Azonban I. Lipót kikérte Széchényi Pál kalocsai érsek véleményét is, valamint Esterházy Pál herceg szintén írásba foglalta saját tervezetét. Végül is az Einrichtungswerk bevezetését a bécsi udvar elvetette.